# Добровський Іван Олександрович
Іван Олександрович Добровський (2002-2022) — старший солдат Збройних Сил України, учасник російсько-української війни, що загинув під час російського вторгнення в Україну.

## Життєпис
Народився 5 жовтня 2002 року в м. Сквирі Білоцерківського району на Київщині.
Загинув 25 лютого 2022 року в бою з російськими окупантами у селищі Гостомелі на Київщині.

## Нагороди
- орден «За мужність» III ступеня (2022, посмертно) — за особисту мужність і самовіддані дії, виявлені у захисті державного суверенітету та територіальної цілісності України, вірність військовій присязі.